# Cessna 208 Caravan
El Cessna 208 Caravan, también conocido como Cargomaster, es un avión regional/utilitario turbohélice de corto alcance fabricado en los Estados Unidos por la compañía Cessna. La versión convencional cuenta con 10 plazas (9 pasajeros y un piloto), si bien un posterior diseño según nuevas regulaciones de la Federal Aviation Administration (FAA) puede llevar hasta 14 pasajeros. El avión también es muy empleado para realizar conexiones en los servicios de carga, de manera que las mercancías que llegan a aeropuertos más pequeños son transportadas a los grandes hubs para su distribución.

## Historia
El concepto del Cessna 208 apareció a principios de los años 1980, volando el primer prototipo el 8 de diciembre de 1982. Tras dos años de pruebas y revisiones, en octubre de 1984 la FAA certificó el modelo para el vuelo. Desde entonces, el Caravan ha experimentado gran cantidad de evoluciones. De la mano de la compañía logística internacional FedEx, Cessna fabricó primeramente el Cargomaster, al que le siguieron una versión mejorada y alargada llamada Super Cargomaster y otra de pasajeros llamada Grand Caravan. 

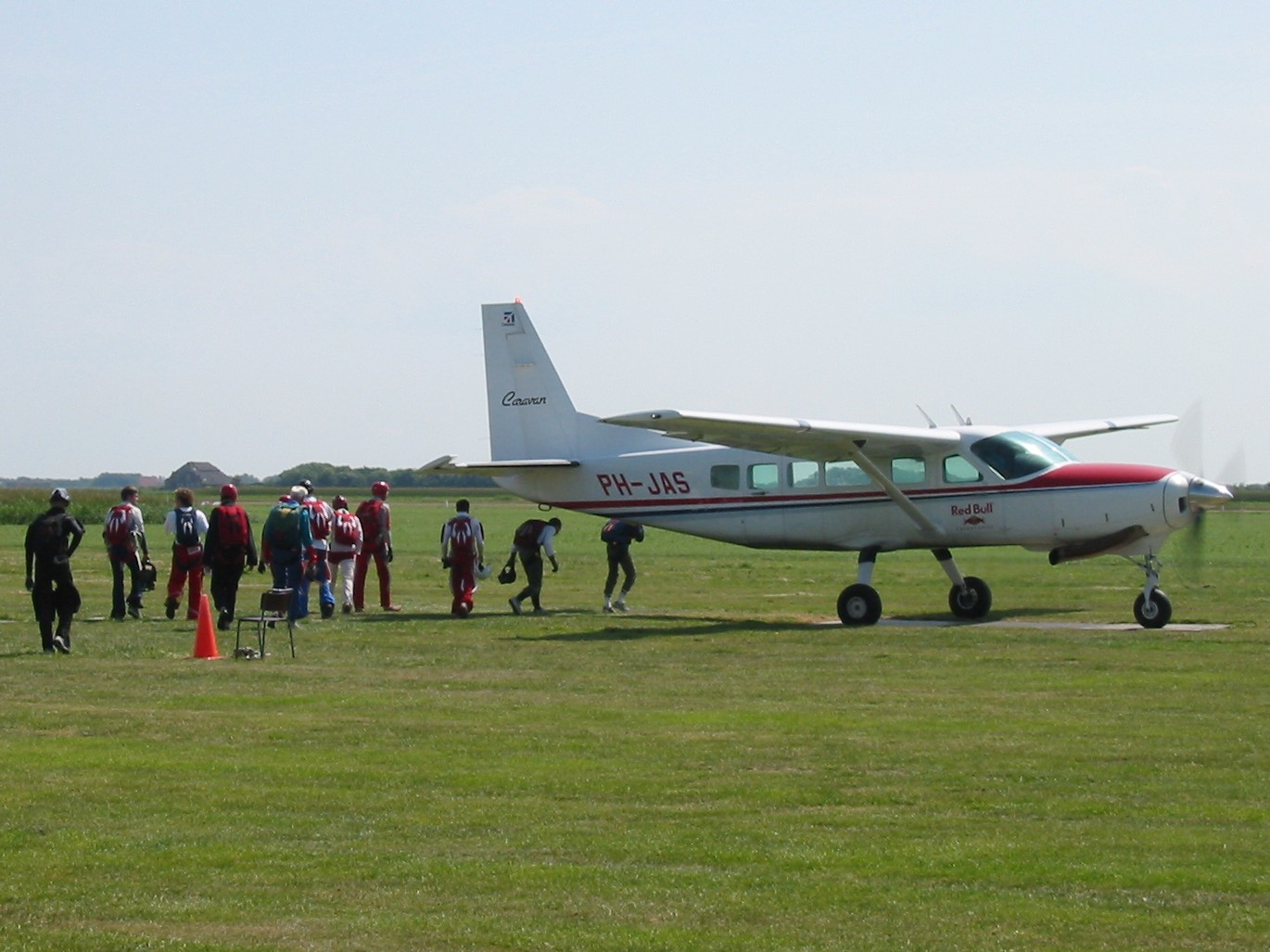
Practicantes de caída libre subiendo a un Cessna 208 en la isla neerlandesa de Texel.

Actualmente Cessna ofrece distintas configuraciones del 208B para satisfacer la variada demanda del mercado. El 208 básico puede ser complementado con distintos tipos de tren de aterrizaje que le permiten operar en una gran variedad de terrenos. Algunas adaptaciones incluyen esquís, neumáticos mayores para pistas no preparadas o flotadores con ruedas en el caso del Caravan Anfibio. 
En cabina pueden colocarse asientos o dejar espacio para la carga siguiendo variadas configuraciones. La configuración estándar de aerolínea consiste en 4 filas de 1-2 plazas tras los dos asientos de la cabina de mando. Esta variante es capaz de llevar hasta 13 pasajeros, si bien con sólo llevar a 4 ya resulta una operación rentable. La cabina puede configurarse también para una baja densidad de pasajeros, de forma combinada o sólo como carguero. Algunas versiones incluyen un compartimento adicional en la parte inferior para poder aumentar la capacidad de carga o de equipaje. 
En la cabina de vuelo, el 208 presenta indicadores analógicos estándar junto a una aviónica digital moderna dotada de piloto automático y GPS, radio moderna y transpondedor. Cessna actualmente ofrece dos paquetes de aviónica de distintos fabricantes, uno de Garmin y otro de Bendix/King, filial de Honeywell.

## Variantes
Se han fabricado numerosas variantes del Cessna 208, las cuales han satisfecho las más variadas necesidades para todo tipo de operaciones, ya sean privadas, comerciales o militares.

### Civiles
- 208A Caravan I - El modelo básico introductorio, preparado para operaciones de pasajeros.*
- 208A Caravan 675 - El modelo actual en producción del Caravan básico, con los potentes motores PT6A-114A.
- 208A Cargomaster - Desarrollado junto a FedEx, es una versión carguero del Caravan. Fedex recibió 40 unidades.
- 208B Grand Caravan - El Caravan I alargado 1,2 metros y con motores mejorados.
- 208B Super Cargomaster - Versión de carga del 208B. FedEx recibió 260 unidades.
- Caravan Anfibio - Un 208A Caravan con flotadores Wipaire 8000 en lugar del tren de aterrizaje. Algunos modelos combinan flotadores y ruedas, permitiendo tanto aterrizar como amerizar.
- Soloy Pathfinder 21 Versión bimotor alargada del 208 desarrollada por Soloy Corporation. Este avión monta dos PT6D-114A que mueven una sola hélice, y 1,8 metros más de fuselaje tras las alas.[3]

### Militares

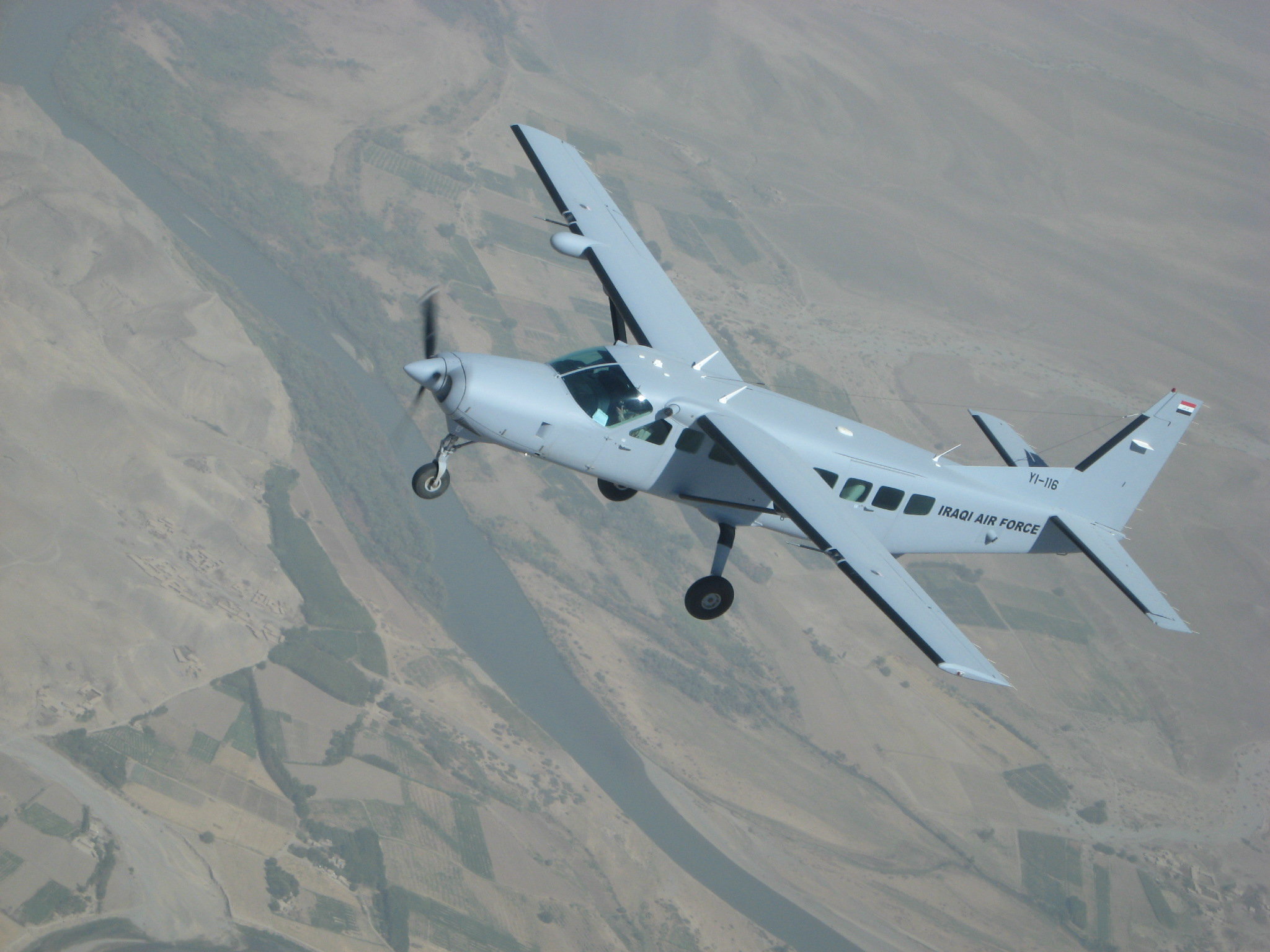
Un Cessna 208 de la Fuerza Aérea Iraquí vuela sobre Irak.

- U-27A Versión militar del 208A.

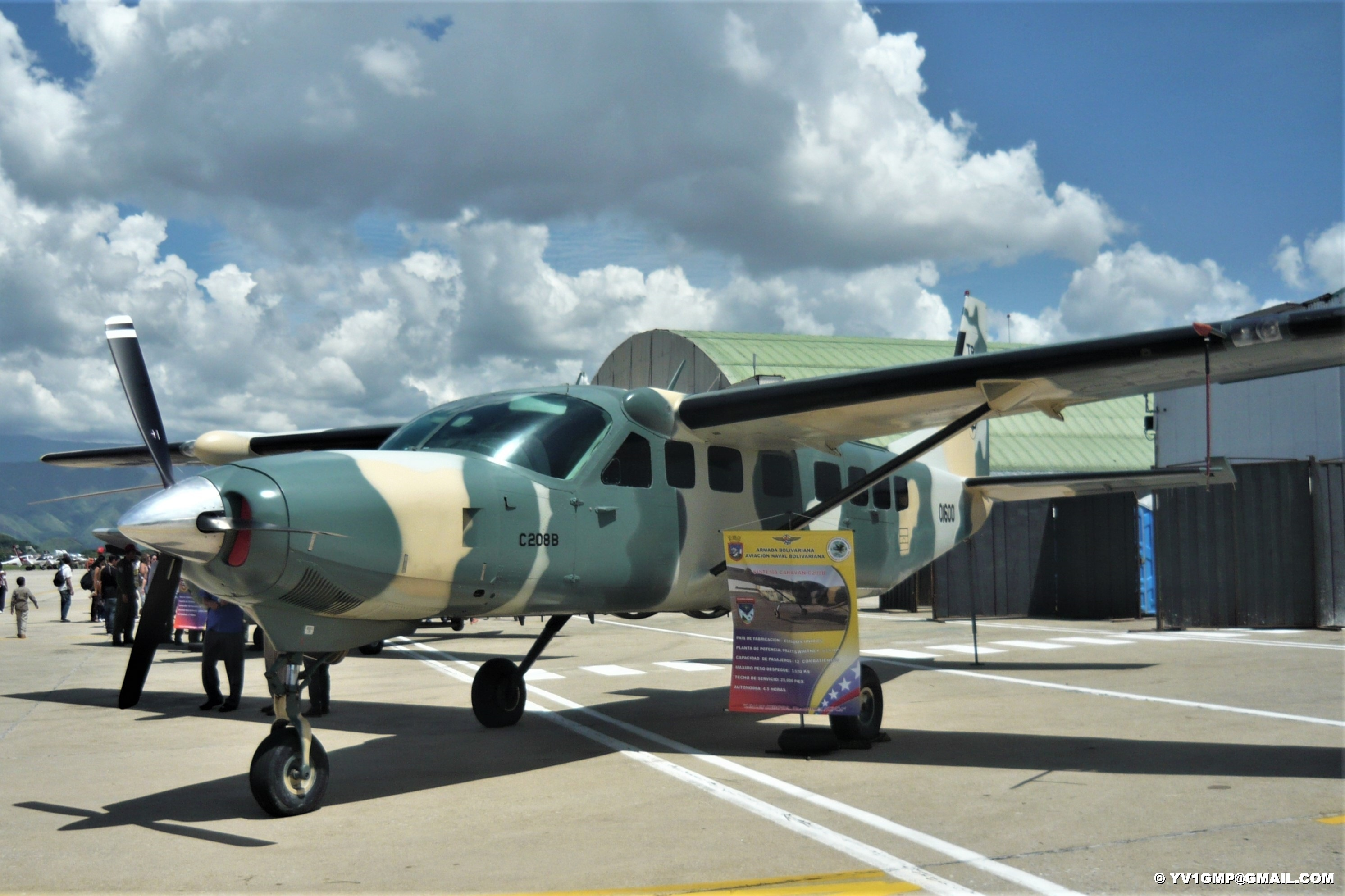
Aeronave perteneciente al Comando de Aviación Naval de la Armada Bolivariana de Venezuela

- C-98 Denominación dada por la Fuerza Aérea Brasileña al U-27 standard.
- C-16 Propuesta del Ejército de los Estados Unidos para fabricar una versión de combate del U-27, cuyo principal uso sería la lucha contra las guerrillas revolucionarias de América Central. Sin embargo, tras su estudio, fue rechazado por la vulnerabilidad del aparato al fuego desde tierra.

## Operadores

### Civiles
| Australia - SlingAir - Seair Pacific Botsuana - Sefofane Air Charters - Safari Air Bolivia - amaszonas Brasil - Manaus Aerotáxi - SETE Linhas Aéreas Belice - Tropic Air Canadá - Air Tindi - Cargojet Airways - Royal Canadian Mounted Police - Seair Chile - PEWEN Servicios Aéreos (www.pewenchile.com) - AEROCORD (www.aerocord.cl) Colombia - UAEAC - Viana S.A.S. (Vías Aéreas Nacionales) - Aerolíneas Petroleras (ALPES S.A.S) - Llanera de Aviaciòn Costa Rica - Sansa Airlines - Costa Rica Green Airways Estados Unidos - Airnet Express - Air Serv International - Bering Air - Castle Aviation - CSA Air - FedEx - Hageland Aviation Services - GeorgiaSkies - Island Airlines - Kenmore Air - Mokulele Airlines - New Mexico Airlines - Pacific Wings - Priority Air Charter - Seaplanes of Key West | Francia - Air Caraïbes - Atlantic Air Lift - Finist'air Grecia - Aeroland Airways Guatemala - Transportes Aéreos Guatemaltecos Indonesia - Susi Air México - Aerotucán - Calafia Airlines - Aéreo Servicio Guerrero - Aerus Nicaragua - La costeña (https://lacostena.online.com.ni/) Nueva Zelanda - Rex Aviation - Salt Air - Skyferry - Sounds Air Panamá - Aeroperlas - Air Panamá - Autoridad de Aeronáutica Civil Paraguay - Sol del Paraguay Líneas Aéreas - DELCAR Taxi Aéreo - Concret-Mix S.A Perú - Móvil Air - Nort American Float Plane Service S.A.C. Puerto Rico - Vieques Air Link Reino Unido - Loch Lomond Seaplanes Sudáfrica - Sheltam Aviation Tailandia - SGA Airlines Uruguay - Aeromas Venezuela - Serami - Conviasa - Albatros Airlines - Skydive Caribbean Belice - Maya Island Air - Tropic Air |

### Militares
| Argentina - Ejército Argentino Cuatro aviones Cessna 208B Grand Caravan EX Brasil - Fuerza Aérea Brasileña Colombia - Fuerza Aeroespacial Colombiana - Ejército Nacional de Colombia - Armada de Colombia - Policía Nacional de Colombia Chile - Ejército de Chile 03 unidades U-27A basados en Rancagua (Brigada de aviación). Líbano - Fuerza Aérea del Líbano - 1 nave Irak - Fuerza Aérea Iraquí Paraguay - Fuerza Aérea Paraguaya Cinco aeronaves operando en el Grupo Aéreo de Transporte Especial (GATE). | Panamá - Servicio Nacional Aeronaval Sudáfrica - Fuerza Aérea Sudafricana Tailandia - Bureau of Royal Rainmaking and Agricultural Aviation - Green Hawk Aerobatic Team EAU - Fuerza Aérea de los Emiratos Árabes Guatemala - Fuerza Aérea Guatemalteca Cuatro unidades una de ellas adaptadas a avión ambulancia Honduras - Fuerza Aérea Hondureña primera recibida en agosto de 2015 Venezuela - Fuerza Aérea de Venezuela - Ejército Bolivariano de Venezuela - Armada de Venezuela República Dominicana - Fuerza Aérea de República Dominicana 1 Unidad de variante U-27A donada el 16 de febrero de 2024 a través del Departamento de Defensa de los Estados Unidos. |

## Accidentes
- El 1 de abril de 2016 una aeronave Cessna 208B Grand Caravan con matrícula XA-ULU operada por Aéreo Servicios Empresariales se estrelló en un lecho rocoso 15 minutos después de despegar del Aeródromo de Tayoltita con destino al Aeropuerto de Durango. Cuando la aeronave alcanzó 9,500 pies de altitud el motor perdió potencia (debido a la fractura por fatiga de un álabe del compresor de la turbina), obligando al piloto a realizar un aterrizaje forzoso en donde el ala izquierda golpeó un árbol y el fuselaje se partió en dos tras golpear rocas. En el accidente murieron 3 de los 9 pasajeros, el piloto sobrevivió.
- El 24 de diciembre de 2019 desapareció un Cessna 208 Caravan de la aerolínea Calafia Airlines que despegó del Aeropuerto Internacional General Ignacio Pesqueira García en Hermosillo y con dirección  al Aeropuerto Regional de Guerrero Negro. El día 27 de diciembre sus restos fueron encontrados, falleciendo el piloto y un pasajero. Las causas que derivaron este accidente, fue por el mal clima de la región.
- El 22 de septiembre de 2020 se reportó la caída de un avión tipo Cessna Grand Caravan en el norte de Bogotá, Colombia. La aeronave salió del Aeropuerto de Guaymaral a las 7:30 de la mañana hora local dirigiéndose Girardot, según los testigos que vieron despegar el avión informan que sufrió una falla de motor y la tripulación hizo un excelente trabajo al descender el equipo en un área verde donde ninguno de los pasajeros y tripulantes resultaron con heridas de consideración.[9]
- El 29 de octubre de 2023 un Cessna 208B, operado por la empresa ART Taxi Aéreo, se estrelló poco tiempo después de despegar del Aeropuerto Internacional de Rio Branco en el estado de Acre, Brasil. 12 personas  murieron en total en el incidente.[10]
- El 22 de agosto de 2024 el vuelo 209 de Thai Flying Service se estrelló en Tailandia y murieron las 9 personas a bordo.

## Especificaciones

### Características generales
- Tripulación: 1 piloto
- Capacidad: 9 a 14 pasajeros.
- Carga: 1315 kg (2898,3 lb)
- Longitud: 12,7 m (41,6 ft)
- Envergadura: 15,9 m (52,1 ft)
- Altura: 4,3 m (14,2 ft)
- Superficie alar: 26 m² (279,9 ft²)
- Peso vacío: 2073 kg (4568,9 lb)
- Peso cargado: 3970 kg (8749,9 lb)
- Planta motriz: 1× turbohélice PT6A Pratt & Whitney-114A.
  - Potencia: 675 shp = 503 kW
- Hélices: 1× tripala Hartzell paso variable. por motor.

### Rendimiento
- Velocidad crucero (Vc): 317 km/h (197 MPH; 171 kt)
- Alcance: 2000 km (1080 nmi; 1243 mi)
- Régimen de ascenso: 3,9 m/s (768 ft/min)

### Desarrollos relacionados
- Soloy Pathfinder 21

### Aeronaves similares
- Gavilán G358
- Quest Kodiak
- PAC 750XL
- Technoavia SM92 Finist
- Pilatus PC-12

### Secuencias de designación
- Secuencia Numérica (interna de Cessna): ← 205 - 206 - 207 - 208 - 210 - 240 - 303 →
- Secuencia U-_ (Aviones Utilitarios estadounidenses, 1962-presente): ← U-24 - U-25 - U-26 - U-27 - U-28 - U-38

### Listas relacionadas
- Anexo:Aviones de línea regionales
- Anexo:Aeronaves de la Fuerza Aérea de los Estados Unidos (históricas y actuales)